# Per-Olof Sjöö
Per-Olof Sjöö is een Zweeds syndicalist.

## Levensloop
Op het stichtingscongres op 1 juni 2009 van GS Facket, ontstaan uit de fusie van de Grafiska Fackförbundet Mediafacket en het Skogs- och Träfacket, werd hij aangesteld als voorzitter van deze LO-vakcentrale.
Sjöö was in 2012 de eerste niet-Amerikaan die de Eleanor Roosevelt Award for Human Rights ontving. Deze prijs ontving hij samen met PEFC-voorzitter William Street voor hun inzet voor de belangen van de werknemers van de IKEA-vestiging te Danville.
In december 2013 werd hij tijdens het 3de BWI-congres te Bangkok aangesteld als voorzitter. Hij volgde in deze hoedanigheid de Duitser Klaus Wiesehügel op.